# Bad Homburger Kreuz
Het Bad Momburger Kreuz ligt in de Duitse deelstaat Hessen.
Op dit klaverbladknooppunt bij de stad Bad Homburg kruist de A5 Giessen-Frankfurt de A661 Oberursel-Frankfurt.

## Richtingen knooppunt
| Aansluitende wegen                                       | Aansluitende wegen | Aansluitende wegen | Aansluitende wegen | Aansluitende wegen                                       |
| -------------------------------------------------------- | ------------------ | ------------------ | ------------------ | -------------------------------------------------------- |
| richting Bad Homburg / Oberursel                         |                    |                    |                    | richting Gießen / Dortmund Kassel / Hannover             |
|                                                          |                    |                    |                    |                                                          |
|                                                          |                    |                    |                    |                                                          |
|                                                          |                    |                    |                    |                                                          |
| richting Wiesbaden / Frankfurter Kreuz Frankfurt / Bazel |                    |                    |                    | richting Bad Vilbel / Frankfurt-Ost Offenbach / Würzburg |